# Vagabundo por Amor
Vagabundo Por Amor é o décimo primeiro álbum de estúdio a solo do cantor português Tony Carreira.

 
Foi lançado em 2004 pela editora Espacial.
Contém 15 faixas, das quais se destacam "Sabes Onde Eu Estou" e "Vagabundo Por Amor", temas que fazem parte da compilação "20 Anos de Canções", lançada em 2008
Este trabalho esteve, ao todo, 54 semanas, no Top Oficial da AFP, a tabela dos 30 álbuns mais vendidos em Portugal. Entrou em pleno Verão de 2004 e marcou presença, com dois regressos, durante mais de um ano. Logo na segunda semana atingiu o seu lugar cimeiro, a 2ª posição, onde ficou por 3 semanas não conseguindo destronar "'Adriana Partimpim" de Adriana Calcanhotto primeiro, nem "DiscO-Zone", dos O-Zone, depois.

## Faixas
1. "Sabes Onde Eu Estou" - 04:19
2. "Mais Uma Noite (Antes Do Fim)" - 03:36
3. "Vagabundo Por Amor" - 04:06
4. "Viver Sem Ti Não É Viver" - 04:21
5. "Se Eu Soubesse Que Me Querias" - 04:04
6. "Esta Falta De Ti" - 04:35
7. "O Que Eu Gosto Numa Mulher" - 03:31
8. "Quem Será (Che Sara)" - 04:14
9. "Foi Amor, Foi Amor" - 03:45
10. "Quando Chega A Solidão" - 05:29
11. "Só Com Ela E Mais Ninguém" - 04:57
12. "Nunca Vou Esquecer (A Terra Onde Nasci)" - 04:58
13. "Filho E Pai" - 04:08
14. "Elle & Moi" - 03:39
15. "Il Faudrait Jamais Que Le Temps Passe" - 04:58